# Magnae dei matris
A encíclica Magnae dei matris (A Grande Mãe de Deus) foi uma encíclica do Papa Leão XIII, com o subtítulo "O Rosário e a Vida Cristã", publicada em 8 de setembro de 1892.
Com esta encíclica Leão continua a série de encíclicas sobre o rosário e destaca as seguintes características: o rosário como auxílio e voz da oração; no Rosário, a vida de Maria é retratada como exemplo; a oração contínua do Rosário serve a piedade e é uma santa fonte de consolação divina.
“Assim como somos devedores a Cristo por Ele compartilhar de alguma forma conosco o direito, que é peculiarmente Seu, de chamar Deus de nosso Pai e possuí-Lo como tal, somos igualmente devedores a Ele por Sua amorosa generosidade em compartilhar conosco o direito de chamar Maria nossa Mãe e apreciá-la como tal." 
"Pois é principalmente pela fé que um homem se encaminha no caminho reto e seguro para Deus e aprende a reverenciar na mente e no coração Sua suprema majestade, Sua soberania sobre toda a criação, Seu poder, sabedoria e providência insondáveis. Pois aquele que se aproxima de Deus deve crer que Deus existe e é galardoador para aqueles que o buscam." 
Leão descreve o Rosário como apresentando os principais mistérios da Fé para contemplação e apresenta Maria como "o exemplo mais adequado de todas as virtudes". 
Em Magnae Dei Matris, Leão ridicularizou a licenciosidade de seu tempo, particularmente como demonstrado nas ciências e artes e nos escritos da imprensa e a "consequente frouxidão" na prática da Fé:
"Temos boas razões para deplorar as instituições públicas em que o ensino das ciências e das artes é propositadamente organizado de modo que o nome de Deus seja ignorado em silêncio ou visitado com vitupério; deplorar a licença - cada vez mais desavergonhada - da imprensa em publicar o que quiser, e a liberdade de expressão ao dirigir qualquer tipo de insulto a Cristo nosso Deus e Sua Igreja. E deploramos não menos a conseqüente frouxidão e apatia na prática da religião católica que, se não abrir totalmente a apostasia da fé, certamente se revelará um caminho fácil para ela, pois é um modo de vida que não tem nada em comum com a Fé." 